# Wir lagen vor Madagaskar

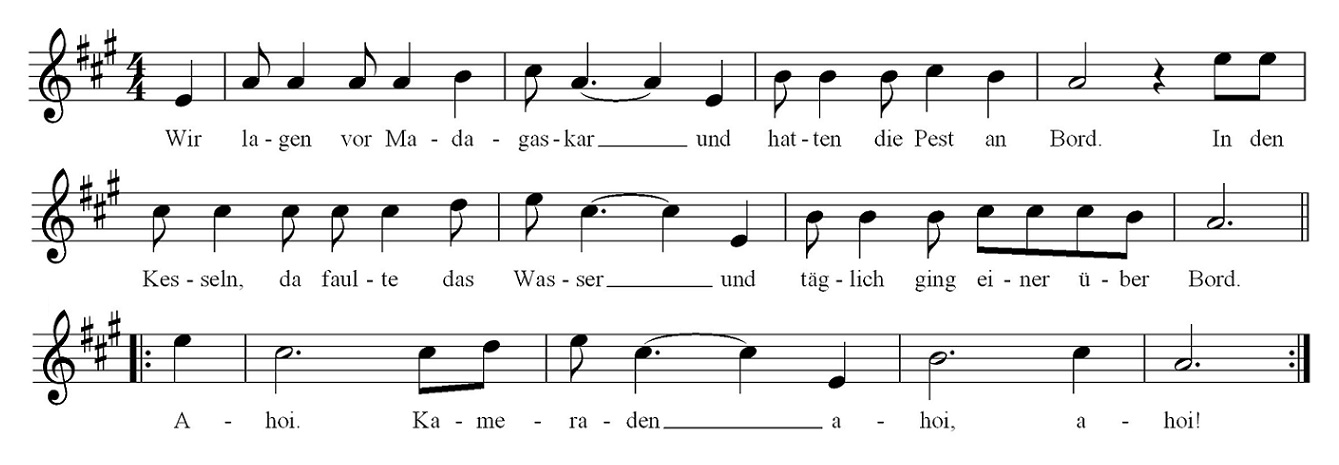
Noten von Wir lagen vor Madagaskar

Wir lagen vor Madagaskar ist ein im deutschen Sprachraum bekanntes Volkslied. Es wird dem Komponisten und Texter Just Scheu zugeschrieben; als Entstehungsjahr gilt 1934. Es kann zu vier Stimmen gesungen werden und ist in unterschiedlichen Fassungen verbreitet.

## Text
Das Lied umfasst sieben Strophen und handelt von einer mit ihrem Segelschiff festliegenden Mannschaft, die zusehen muss, wie einer nach dem anderen verdurstet oder an der Pest stirbt:
Wir lagen vor Madagaskar

Und hatten die Pest an Bord.

In den Kesseln, da faulte das Wasser

Und täglich ging einer über Bord.

Wir lagen schon vierzehn Tage

Und kein Wind in die Segel uns pfiff.

Der Durst war die größte Plage,

Da liefen wir auf ein Riff.
Der Text wird mehrfach verändert wiedergegeben. So fault das Wasser in den verschiedenen Fassungen einmal in „Kesseln“, „Kübeln“ oder „Fässern“. Die Charaktere „Langbein“ oder „langer Hein“ „trinken“ oder „saufen“ vom Wasser. Neben offensichtlichen Schreib- und Übertragungsfehlern („lagern“ statt „lagen“ „… vor Madagaskar“, „manchmal“ oder „mancher“ statt „täglich“ „… ging einer über Bord“) gibt es eine Anzahl von Textveränderungen und -ergänzungen bis zur Hinzufügung oder Unterdrückung ganzer Textpassagen, auf Grund derer sich die Frage nach der Urfassung stellt.

## Historischer Hintergrund
Der Text wird in mehreren Varianten gesungen. Allgemein wird das Lied als Seemannslied angesehen, ist jedoch in den 1930er-Jahren auch als Fahrtenlied bekannt gewesen. Es erschien umgedichtet (in den eingefügten Textzeilen wird zum Beispiel betont, dass die „Pest“ die hier als „Navajos“ benannte Gruppierung der Edelweißpiraten nicht schrecken könne) in den Liederbüchern von Gruppen der verbotenen bündischen Jugend (Edelweißpiraten), wodurch sie in das Visier der Gestapo gerieten.
Inhaltlich deckt sich das Lied mit Geschehnissen aus der Zeit des Russisch-Japanischen Kriegs (1904/1905). Auf der Fahrt zum Entsatz der in Port Arthur eingeschlossenen russischen Streitkräfte musste das sogenannte Zweite russische Pazifikgeschwader unter dem Oberkommando des Admirals Sinowi Petrowitsch Roschestwenski, das vom Ostseehafen Libau aus mit Kurs durch die Nordsee und rund um Afrika ausgelaufen war, wegen dringender Reparaturen unfreiwilligen Aufenthalt vor der Nord-West-Küste von Madagaskar bei der Insel Nosy Be einlegen. Zeitraum („… Wir lagen schon vierzehn Tage“) und Begleitumstände (Krankheit, Tod) sind mit dem Text des Liedes deckungsgleich. Viele der russischen Soldaten starben jedoch nicht wie im Lied angegeben an der Pest, sondern an Typhus, und wurden auf Nosy Be bestattet. Später wurde in Hell Ville, der alten Hauptstadt der Insel, ein russisches Denkmal errichtet, das an die Ereignisse erinnert. Einen stichhaltigen Beleg für einen Zusammenhang gibt es jedoch nicht.

## Rezeption
Wie bei Soldatenliedern bekannt, wird der melancholische Text durch den Rhythmus in einer heiter beschwingten Melodie in einer aufgelockerten Stimmung vorgetragen. Durch das Singen des Liedes von bekannten Interpreten wie Heino und Freddy Quinn wurde der Evergreen im Laufe der Zeit zu einem Gassenhauer. Die Musikrechte liegen derzeit beim Harth Verlag. Achim Reichel produzierte 1976 eine bekannte Version unter dem Titel Pest an Bord auf dem Album Dat Shanty Alb’m.
Die Melodie ist recht einfach und trivial gehalten. Auf zwei Takte Tonika folgt immer ein Takt Dominante, der wieder zur Tonika, dem letzten Takt eines jeden Vierer-Blocks, zurückführt. Dieses aus vier Takten bestehende Schema zieht sich ausnahmslos sowohl durch Strophe als auch Refrain. Doch gerade diese Einfachheit ist charakteristisch für das Stück und löst den sogenannten Ohrwurm-Effekt aus.
In deutschen Eisstadien wird bei Eishockeyspielen anlässlich der im Eishockey vorkommenden handfesten Auseinandersetzungen zweier oder mehrerer Spieler von den Fangruppen oftmals der Refrain in der Abwandlung „Haut drauf, Kameraden, haut drauf, haut drauf …“ angestimmt. Den Fangesang „Haut drauf, Kameraden, haut drauf, haut drauf …“ gibt es auch im Fußball, um die eigene Mannschaft zu einer Leistungssteigerung aufzufordern.